# Bernard Cowen
Bernard Francis Cowen (* 29. Januar 1932 in Clara, County Offaly; † 24. Januar 1984 in Dublin) war ein irischer Politiker der Fianna Fáil, der von 1969 bis 1973 sowie erneut zwischen 1977 und seinem Tode 1984 Abgeordneter (Teachta Dála) des Dáil Éireann, des Unterhauses des Parlaments (Oireachtas) war. Er war zwischenzeitlich von 1973 bis 1977 Mitglied des Senats (Seanad Éireann), des Oberhauses des Parlaments, sowie zudem zwischen März und Dezember 1982 Staatsminister im Landwirtschaftsministerium.

## Leben
Bernard Francis Cowen war ein Sohn des Viehhändlers Christy Cowen, der zugleich von 1932 bis zu dessen Tode 1967 Mitglied des Rates des County Offaly war. Nach dem Besuch der Clara National School und der Christian Brothers’ School in Tullamore arbeitete er im väterlichen Betrieb, zu dem auch ein Pub sowie eine Fleischerei gehörte und war später auch als Auktionator tätig. Nach dem Tode seines Vaters wurde er 1967 ebenfalls Mitglied des Rates des Offaly County und gehörte diesem bis zu seinem Tode an. Bei den Wahlen am 18. Juni 1969 wurde er für die Fianna Fáil mit 3550 Stimmen (7,99 Prozent) im Wahlkreis Laoighis Offaly mit dem viertbesten Ergebnis erstmals Abgeordneter (Teachta Dála) des Dáil Éireann, des Unterhauses des Parlaments (Oireachtas). Bei den Wahlen am 28. Februar 1973 verpasste er zwar in diesem Wahlkreis mit 4384 Stimmen (9,76 Prozent) die Wiederwahl in das Unterhaus, wurde allerdings als Vertreter der Landwirtschaft (Agricultural Panel) Mitglied des Senats (Seanad Éireann), des Oberhauses des Parlaments, und gehörte diesem von Juni 1973 bis Oktober 1977 an. Bei der Wahl am 16. Juni 1977 bewarb er sich wiederum im Wahlkreis Laoighis Offaly  und wurde mit 6734 Stimmen (12,84 Prozent) als Viertbester abermals ins Dáil Éireann gewählt. Er wurde in diesem Wahlkreis bei den Wahlen am 11. Juni 1981 mit 6892 Stimmen (12,31 Prozent) als Fünftbester sowie den darauf folgenden Wahlen am 18. Februar 1982 mit 7156 Stimmen (13,3 Prozent) auf dem dritten Platz erneut zum Abgeordneten des Unterhauses gewählt. Zugleich war er zwischen dem 28. Januar 1980 und dem 1. April 1982 auch stellvertretendes Mitglied der Parlamentarischen Versammlung des Europarates.
In der Regierung Haughey II übernahm Cowen am 23. März 1982	den Posten als Staatsminister im Landwirtschaftsministerium und bekleidete diesen bis zum 14. Dezember 1982. Als solcher war er gemeinsam mit Lorcan Allen engster Mitarbeiter des damaligen Landwirtschaftsministers Brian Lenihan. Bei den Wahlen am 24. November 1982 wurde er erneut im Wahlkreis Laoighis Offaly mit dem fünftbesten Ergebnis mit 7423 Stimmen (13,52 Prozent) zum Mitglied des Unterhauses gewählt, dem er bis zu seinem Tode am 24. Januar 1984 angehörte. Bei der nach seinem Tode notwendigen Nachwahl (By-election) im Wahlkreis Laoighis Offaly am 14. Juni 1984 wurde sein zweitältester Sohn Brian Cowen, der ebenfalls für die Fianna Fáil kandidierte, mit 26.022 Stimmen (54,69 Prozent) gewählt.
Aus seiner 1955 geschlossenen Ehe mit Mary Cowen gingen drei Kinder hervor. Sein zweitältester Sohn Brian Cowen (* 1960) war nicht nur sein Nachfolger als Abgeordneter des Dáil Éireann, sondern fungierte zwischen 2008 und 2011 auch als Vorsitzender der Fianna Fáil und Premierminister (Taoiseach). Sein jüngster Sohn Barry Cowen (* 1967) war ebenfalls Mitglied des Offaly County Council, wurde 2011 als Nachfolger seines Bruders Brian Cowen Abgeordneter des Dáil Éireann und fungierte vom 27. Juni bis zum 14. Juli 2020 kurzzeitig als Minister für Landwirtschaft, Ernährung, Fischerei und die Marine.